# Лазар Китановски
Лазар Китановски (на македонска литературна норма: Лазар Китановски) е съдия и политик от Република Македония.

## Биография
Роден е на 25 април 1948 година в град Охрид. Завършва основно и средно образование в Скопие. По-късно завършва Юридическия факултет в Скопие. През 1975 година е избран за асистент по социология. През 1981 година завършва магистратура в Института за социологически и политическо-правни изследвания. През 1995 година защитава докторска дисертация на тема „Социологическите аспекти на политическите процеси в Македония и функционирането на модела на парламентарната демокрация“. Умира на 19 май 2011 година в град Скопие.